# Hạch bạch huyết cổ
Hạch bạch huyết cổ là các hạch bạch huyết được tìm thấy ở cổ. Trong số 800 hạch bạch huyết trong cơ thể người, có 300 hạch ở cổ. Các hạch bạch huyết cổ phải chịu một số tình trạng bệnh lý khác nhau bao gồm khối u, nhiễm trùng và viêm.

## Phân loại
Có khoảng 300 hạch bạch huyết ở cổ, và chúng có thể được phân loại theo một số cách khác nhau.

### Lịch sử
Việc phân loại các hạch bạch huyết cổ tử cung thường được gán cho Henri Rouvière trong ấn phẩm "Anatomie des Lymphatiques de l'Homme" xuất bản năm 1932 của ông.  Rouviere mô tả các hạch bạch huyết cổ như là một cổ áo mà bao quanh các đường hô hấp-tiêu hóa trên, bao gồm các hạch dưới da, mặt, dưới màng cứng, tuyến mang tai, xương chũm, chẩm và sau màng phổi, cùng với hai chuỗi chạy trong trục dài của cổ, các nhóm hạch trước và sau cổ.
Tuy nhiên, hệ thống này dựa trên các điểm mốc giải phẫu được tìm thấy trong mổ xẻ, khiến nó hoàn toàn không phù hợp với nhu cầu của bác sĩ lâm sàng, dẫn đến thuật ngữ mới cho các hạch bạch huyết mà có thể sờ thấy. Hệ thống được sử dụng phổ biến nhất là dựa trên sự phân loại các hạch bạch huyết thành các nhóm được đánh số, được phát minh tại Trung tâm Ung thư Tưởng niệm Sloan Kettering vào những năm 1930. Sự phân loại này đã được sửa đổi khác nhau kể từ đó. Năm 1991, Học viện Tai mũi họng Hoa Kỳ đã xuất bản một phiên bản tiêu chuẩn của điều này  để cung cấp một cách tiếp cận thống nhất để mổ xẻ cổ được cập nhật vào năm 2002, bao gồm cả việc bổ sung các cấp độ, ví dụ IIA và IIB.

### Các hệ thống phân loại hiện đại
Gần đây, các hệ thống phân loại đã được đề xuất tổ chức xung quanh những gì có thể được quan sát thông qua hình ảnh chẩn đoán.   Ngoài Học viện Tai mũi họng Hoa Kỳ, Ủy ban Hỗn hợp về Ung thư Hoa Kỳ (AJCC) có đưa ra các hệ thống phân loại khác. Hệ thống AJCC từ phiên bản thứ 7 của Hướng dẫn dàn dựng (2009) vẫn không thay đổi trong phiên bản thứ 8 năm 2018.

## Sách tham khảo
- Amin, Mahul B.; Edge, Stephen B.; Greene, Frederick L. (ngày 30 tháng 3 năm 2018). AJCC Cancer Staging Manual . Springer International Publishing. ISBN 978-3-319-40617-6.
- van den Brekel, MW; Castelijns, JA; Snow, GB (tháng 4 năm 1998). "The size of lymph nodes in the neck on sonograms as a radiologic criterion for metastasis: how reliable is it?". AJNR. American journal of neuroradiology. Quyển 19 số 4. tr. 695–700. PMID 9576657.
- Buyten, Jeffrey (ngày 20 tháng 9 năm 2006). "Neck Dissection and sentinel lymph node biopsy" (PDF). Grand Rounds. Department of Otolaryngology, The University of Texas Medical Branch at Galveston. Bản gốc (PDF) lưu trữ ngày 27 tháng 8 năm 2014. Truy cập ngày 13 tháng 7 năm 2018.
  - Slides Lưu trữ ngày 27 tháng 8 năm 2014 tại Wayback Machine
- Chen, Chien-Chih; Lin, Jin-Ching; Chen, Kuan-Wen (ngày 25 tháng 8 năm 2015). "Lymph node ratio as a prognostic factor in head and neck cancer patients". Radiation Oncology. Quyển 10 số 1. doi:10.1186/s13014-015-0490-9. PMC 4554293. PMID 26302761.{{Chú thích tạp chí}}:  Quản lý CS1: DOI truy cập mở nhưng không được đánh ký hiệu (liên kết)
- Chong, Vincent (2004). "Cervical lymphadenopathy: what radiologists need to know". Cancer Imaging. Quyển 4 số 2. tr. 116–120. doi:10.1102/1470-7330.2004.0020. PMC 1434593. PMID 18250018.
- Edge, Stephen; Byrd, David R.; Compton, Carolyn C. (ngày 28 tháng 4 năm 2011). AJCC Cancer Staging Handbook: From the AJCC Cancer Staging Manual (PDF) . Springer New York. ISBN 978-0-387-88442-4.
- Eisenmenger, LB; Wiggins, RH (tháng 1 năm 2015). "Imaging of head and neck lymph nodes". Radiologic Clinics of North America. Quyển 53 số 1. tr. 115–32. doi:10.1016/j.rcl.2014.09.011. PMID 25476176.
- Grégoire, Vincent; Ang, KianA. (tháng 1 năm 2014). "Delineation of the neck node levels for head and neck tumors: A 2013 update. DAHANCA, EORTC, HKNPCSG, NCIC CTG, NCRI, RTOG, TROG consensus guidelines". Radiotherapy and Oncology. Quyển 110 số 1. tr. 172–181. doi:10.1016/j.radonc.2013.10.010.
- Mukherji, Suresh K.; Gujar; Londy, Frank J. (2002). "A Simplified Approach to the Lymph Nodes of the Neck". Neurographics. số 2. Bản gốc lưu trữ ngày 27 tháng 2 năm 2021. Truy cập ngày 17 tháng 4 năm 2020.
- Park, Chang Ho; Song, Chang Myeon; Ji, Yong Bae; Pyo, Ju Yeon; Yi, Ki Jong; Song, Young Soo; Park, Yong Wook; Tae, Kyung (2015). "Significance of the Extracapsular Spread of Metastatic Lymph Nodes in Papillary Thyroid Carcinoma". Clinical and Experimental Otorhinolaryngology. Quyển 8 số 3. tr. 289–294. doi:10.3342/ceo.2015.8.3.289. PMC 4553362. PMID 26330926.
- Robbins, K. T.; Medina, J. E.; Wolfe, G. T.; Levine, P. A.; Sessions, R. B.; Pruet, C. W. (ngày 1 tháng 6 năm 1991). "Standardizing Neck Dissection Terminology: Official Report of the Academy's Committee for Head and Neck Surgery and Oncology". Archives of Otolaryngology–Head & Neck Surgery. Quyển 117 số 6. tr. 601–605. doi:10.1001/archotol.1991.01870180037007.
- Robbins, K. Thomas; Clayman, Garry; Levine, Paul A.; Medina, Jesus; Sessions, Roy; Shaha, Ashok; Som, Peter; Wolf, Gregory T. (ngày 1 tháng 7 năm 2002). "Neck Dissection Classification Update". Archives of Otolaryngology–Head & Neck Surgery. Quyển 128 số 7. tr. 751. doi:10.1001/archotol.128.7.751.
- Rouvière, Henri (1932). Anatomie des lymphatiques de l'homme [Anatomy of the Human Lymphatic System, Edwards Brothers, Ann Arbor, MI. 1938]. trans. Morris Jacob Tobias. Paris: Masson.
  - "Anatomie des lymphatiques de l'homme". Journal of the American Medical Association (Review). Quyển 99 số 20. ngày 12 tháng 11 năm 1932. tr. 1716. doi:10.1001/jama.1932.02740720070042.
- Som, Peter M.; Curtin, Hugh D.; Mancuso, Anthony A. (ngày 1 tháng 4 năm 1999). "An Imaging-Based Classification for the Cervical Nodes Designed as an Adjunct to Recent Clinically Based Nodal Classifications". Archives of Otolaryngology–Head & Neck Surgery. Quyển 125 số 4. tr. 388–396. doi:10.1001/archotol.125.4.388. PMID 10208676.